# 송재호 (정치인)
송재호(宋在祜, 1960년 12월 20일~)는 대한민국의 대학 교수 출신 정치인으로, 제21대 국회의원이다.

## 학력
- 표선국민학교(전학)→서울서교국민학교(졸업)
- 제주제일중학교(졸업)
- 제주제일고등학교(졸업)
- 연세대학교 정치외교학 학사
- 경기대학교 대학원 관광경영학 석사
- 경기대학교 대학원 관광경영학 박사

## 경력
- 2000.03~2020.02: 제주대학교 관광개발학과 교수
- 2002~2010: 곶자왈사람들 공동대표
- 2005~2008: 정책기획위원회 위원
- 2006~2007: 대통령직속 동북아시아대위원회 위원
- 2006~2008: 대통령직속 국가균형발전위원회 위원
- 2006.03~2008.09: 한국문화관광연구원 원장
- 2007~2008: 유네스코한국위원회 문화분과위원회 위원
- 2009: 아시아태평양 문화관광창의포럼 조직위원장
- 2009~2014: 글로벌제주 상공인대회 조직위원장
- 2012.10~2012.12: 제18대 대통령 선거 민주통합당 문재인 대통령 후보 중앙선거대책위원회 국가균형발전위원회 위원장
- 2013.02~2015.01: 한국미래발전연구원 원장
- 제주상공회의소 지역경제연구소장
- 제주경영자총협회 자문위원장
- 2017.04~2017.05: 제19대 대통령 선거 더불어민주당 문재인 대통령 후보 중앙선거대책위원회 국민성장위원회 위원장
- 2017.05~2017.07: 국정기획자문위원회 위원
- 2017.08~2018.03: 대통령직속 지역발전위원회 위원장
- 2018.03~2020.01: 대통령직속 국가균형발전위원회 위원장
- 2020년 4월 15일: 대한민국 제21대 국회의원 선거 당선(제주 제주시 갑, 더불어민주당, 초선)
- 2020.05~2024.05: 더불어민주당 제주특별자치도당 제주시 갑 지역위원회 위원장
- 2020.07~2022.08: 더불어민주당 제주특별자치도당 위원장
- 2021.07~: 더불어민주당 국가균형발전특별위원회 위원장
- 2024.09~: 우원식 국회의장 직속 국회세종의사당건립위원회 위원장
- 2025.05~: 제21대 대통령 선거 더불어민주당 이재명 대통령 후보 대한민국대전환 선거대책위원회 제주특별자치도당 상임고문

### 의정 활동
- 2020.05~2024.05: 제21대 국회의원(제주 제주시 갑, 더불어민주당, 초선)
  - 2020.06~2022.05: 제21대 국회 전반기 정무위원회 위원
  - 2021.07~2022.05: 제21대 국회 전반기 예산결산특별위원회 위원
  - 2022.07~2022.08: 중앙선거관리위원회 위원(남래진) 선출에 관한 인사청문특별위원회 위원
  - 2022.07~2024.05: 제21대 국회 후반기 행정안전위원회 위원
  - 2023.02~2023.03: 제21대 국회 인구위기 특별위원회 위원

## 역대 선거 결과
| 실시년도 | 선거   | 대수 | 직책     | 선거구         | 정당         | 득표수    | 득표율          | 순위 | 당락 | 비고 |
| -------- | ------ | ---- | -------- | -------------- | ------------ | --------- | --------------- | ---- | ---- | ---- |
| 2020년   | 총선   | 21대 | 국회의원 | 제주 제주시 갑 | 더불어민주당 | 61,626 표 | \| \| 48.70% \| | 1위  |      | 초선 |
|          | 48.70% |      |          |                |              |           |                 |      |      |      |

## 소속 정당
| 소속 정당 | 소속 정당      | 소속 기간 | 비고      |
| --------- | -------------- | --------- | --------- |
|           | 더불어민주당   | 2020~2024 | 정계 입문 |
|           | 무소속         | 2024      | 당명 변경 |
|           | 더불어민주연합 | 2024      | 입당      |
|           | 더불어민주당   | 2024~현재 | 합당      |

## 같이 보기
- 제주시 갑
- 제주시의 국회의원